# Andrzej Śliż
Andrzej Śliż (ur. 1955) - przedsiębiorca, samorządowiec i działacz sportowy, wielokrotny reprezentant Polski w pétanque.
Andrzej Śliż jest inżynierem budownictwa. Ma na swoim koncie kilka realizacji o znaczeniu społeczno-historycznym. W roku 1982 brał udział w powstawaniu nowego kościoła pod wezwaniem św. Apostołów Piotra i Pawła w Szczyrku. Od tamtego czasu współuczestniczył w budowie również innych obiektów sakralnych. W roku 2001 zaprojektował i prowadził prace przy urządzeniu apartamentu Marii Krystyny Habsburg w Nowym Zamku w Żywcu.
Obecnie prowadzi przedsiębiorstwo budowlane w Żywcu.
W latach 1998–2002 był radnym miasta Żywiec i pełnił funkcję Przewodniczącego Komisji Gospodarczej, Mienia Komunalnego i Ekologii. W wyborach samorządowych w roku 2010 ubiegał się ponownie o mandat radnego, nie uzyskał jednak wystarczającej liczby głosów.

## Sport
W roku 2002 Andrzej Śliż był współorganizatorem pierwszego w Polsce Międzynarodowego Festiwalu Pétanque i  współzałożycielem Polskiej Federacji Pétanque. Przez kilka lat był również jej prezesem. Obecnie jest członkiem Komisji Regulaminowej PFP. Znajduje się na liście sędziów akredytowanych przez PFP. Posiada Międzynarodowy (FIPJP, CIEP) Certyfikat Instruktorski Petanque I stopnia.  Jest prezesem Żywieckiego Klubu Boules. Prowadzony przez niego klub pięciokrotnie zdobywał tytuł Klubowego Mistrza Polski (w roku 2005 ex aequo z KSP Broen-Karo Dzierżoniów). 
Od rozpoczęcia rozgrywek w roku 2003 do roku 2011 Andrzej Śliż siedmiokrotnie zdobył tytuł Mistrza Polski. Tym samym aż siedmiokrotnie w ciągu ośmiu lat reprezentował Polskę na mistrzostwach świata i Europy w petance. Gra w triplecie ze swoim synem, Jędrzejem. Pozostałymi partnerami z drużyny byli Szymon Kubiesa (pięciokrotnie), córka, Katarzyna Śliż (dwukrotnie) i Marek Lach (raz). W latach 2002–2011, również z synem, pięciokrotnie zdobył Puchar Polski Dubletów, a trzykrotnie Puchar Polski Tripletów (ponadto raz z K. Śliż, dwa razy z Sz. Kubiesą). W roku 2011 zdobył wraz z żoną, Wiolettą Śliż, Puchar Polski Mikstów.
Wziął udział w World Games 2017 rozgrywanych we Wrocławiu.